# Mona Stevens
Mona Stevens (* 25. Mai 1992) ist eine deutsche Footballspielerin. Sie spielte Quarterback für die Saarland LadyCanes und die deutsche Nationalmannschaft. Zusätzlich ist sie als Wide Receiver für die deutsche Flag-Football-Nationalmannschaft aktiv.
Außerdem ist sie Botschafterin für Flag Football in der National Football League und unterstützte ab der Saison 2023 den Fernsehsender RTL als Expertin bei Übertragungen der NFL-Saison.

## Karriere

### Tackle Football
Seit Gründung der Saarland LadyCanes 2014 spielte Stevens für sie als Quarterback. In der Saison 2019 führte sie das Team erstmals in die Playoffs und 2022 zum Gruppensieg, nach dem sie sich zum Aufstieg in die 1. Bundesliga entschieden. Seit 2025 stellen die LadyCanes kein Team mehr, daher ist sie aktuell ohne Verein.
2019 spielte sie im Rahmen der europäischen Auswahlmannschaft Europe Warriors gegen die mexikanische Nationalmannschaft.
Zur Weltmeisterschaft 2022 in Finnland wurde Stevens erstmals für die deutsche Nationalmannschaft nominiert. Auch bei der Europameisterschaft 2023/24 stand sie auf dem Roster. Im Nachgang an die EM hat sie ihre Karriere in der Tackle-Nationalmannschaft beendet.

### Flag Football
Für die deutsche Flag-Football-Nationalmannschaft wurde Stevens erstmals 2021 nominiert, um an der Weltmeisterschaft in Israel teilzunehmen. Am Ende erreichte das Team den 10. Platz. Seitdem ist sie regelmäßig Teil des Rosters. Zur Saison 2025 wechselte sie auf Vereinsebene zu den Düsseldorf FireCats.

## Botschafterin für Flag Football
Im Jahr 2022 wurde Stevens von der NFL zur Botschafterin für Flag Football ernannt. Damit gehört sie zum NFL Flag Ambassador Team, dessen Aufgabe es ist, die Popularität von Flag Football zu steigern, um diesen als olympische Sportart zu etablieren. Neben Stevens gehören zu diesem Team auch bekannte deutsche und US-amerikanische Spieler der NFL wie Stefon Diggs, Lamar Jackson, Amon-Ra St. Brown und Jakob Johnson.
Im Rahmen dieser Position durfte Stevens zusammen mit der deutschen Flag-Nationalmannschaft in München beim ersten NFL-Spiel in Deutschland während der Halbzeitpause ein Flag-Football-Spiel spielen.
2025 war sie im offiziellen NFL Superbowl Werbespot zu sehen.